# Кипельский сельсовет (Шумихинский район)
Кипе́льский сельсовет — упразднённые административно-территориальная единица и муниципальное образование со статусом сельского поселения в составе Шумихинского района (с июля 2020 года муниципального округа) Курганской области.
Административный центр — село Кипель.

## История
В соответствии с Законом Курганской области от 6 июля 2004 года № 419 сельсовет наделён статусом сельского поселения.
Законом Курганской области от 31 октября 2018 года N 128, Кипельский сельсовет был упразднён, а его территория с 17 ноября 2018 года включена в состав Каменского сельсовета.

## Население
| 1989 | 2002 | 2010 | 2012 | 2013 | 2014 | 2015 |
| ---- | ---- | ---- | ---- | ---- | ---- | ---- |
| 635  | ↘515 | ↘334 | ↘298 | ↘275 | ↘260 | ↘248 |
| 2016 | 2017 | 2018 | 2019 |      |      |      |
| ↘242 | ↘239 | ↘228 | ↗233 |      |      |      |

## Состав сельсовета
| № | Населённый пункт | Тип населённого пункта       | Население |
| - | ---------------- | ---------------------------- | --------- |
| 1 | Горшково         | деревня                      | ↘85       |
| 2 | Кипель           | село, административный центр | ↘249      |